# Xylotheca capreifolia
Xylotheca capreifolia là một loài thực vật có hoa trong họ Achariaceae. Loài này được (Baker) Gilg miêu tả khoa học đầu tiên năm 1908.